# Coprosma ternata
Coprosma ternata är en måreväxtart som beskrevs av Walter Reginald Brook Oliver. Coprosma ternata ingår i släktet Coprosma och familjen måreväxter. Inga underarter finns listade i Catalogue of Life.